# Тарасов Юрій Володимирович
Юрій Володимирович Тарасов (рос. Юрий Владимирович Тарасов; нар. 1923 — пом. 7 січня 1950, Свердловськ, СРСР) — радянський хокеїст, крайній нападник. Молодший брат Анатолія Тарасова.

## Спортивна кар'єра
Виступав за московські команди ВПС (1946–1947, 1948–1950) та «Спартак» (1947–1948). Срібний призер чемпіонату СРСР 1948, 1949. Більшість часу грав у одній ланці з Іваном Новиковим та Зденеком Зікмундом. Всього в чемпіонатах СРСР провів 50 матчів та забив 28 голів.
Провів два матчі у складі збірної Москви, яка взимку 1948 року проводила серію матчів з найсильнішою європейською клубною командою того часу, празьким ЛТЦ.
| № | Дата           | Місце проведення | Суперник    | Рахунок |
| - | -------------- | ---------------- | ----------- | ------- |
| 1 | 28 лютого 1948 | Москва           | ЛТЦ (Прага) | 3 : 5   |
| 2 | 2 березня 1948 | Москва           | ЛТЦ (Прага) | 2 : 2   |

Загинув 7 січня 1950, під час невдалої посадки літака на аеродром поблизу Свердловська. Всього у цій авіакатастрофі загинуло шість членів екіпажу, лікар, масажист та 11 гравців команди ВПС.

## Досягнення
| Нагороди       | Команда            | Кіл. | Рік  |
| -------------- | ------------------ | ---- | ---- |
| Чемпіонат СРСР |                    |      |      |
| Срібло         | «Спартак» (Москва) | 1    | 1948 |
| Срібло         | ВПС (Москва)       | 1    | 1949 |

## Статистика
| Сезон                     | Команда                   | Ігри | Голи |
| ------------------------- | ------------------------- | ---- | ---- |
| 1946/47                   | ВПС (Москва)              | ?    | 3    |
| 1947/48                   | «Спартак» (Москва)        | ?    | 10   |
| 1948/49                   | ВПС (Москва)              | ?    | 11   |
| 1949/50                   | ВПС (Москва)              | ?    | 4    |
| Всього в чемпіонатах СРСР | Всього в чемпіонатах СРСР | 50   | 28   |